# Кръгъл лук
Кръгъл лук (Allium rotundum) или кръгъл чесън е вид растение от семейство Лукови (Amaryllidaceae). Разпространен е в България. Включен е в списъка на лечебните растения съгласно Закона за лечебните растения.

## Разпространение
Разпространен е в Северна Африка и Евразия от Мароко и Испания до Иран и Европейска Русия. Видът е натурализиран и в Северна Америка (Мичиган и Айова). Видът расте в разнообразни местообитания основно слънчеви места; на надморска височина до 1000 m, включително и крайпътни канавки и култивирани полета.

## Описание
Цъфти от май до август. Образува кичури от цветове на дръжки, дълги до 90 cm. Отдалече тези кичури изглеждат като топки. Цветчетата са лилави с форма на камбанка. Листата са с дължина до 50 cm.